# Caroline Avon
Pour les articles homonymes, voir Avon.
 (juillet 2018).
Caroline Avon est une journaliste et présentatrice de télévision française née le 27 octobre 1965 .

## Biographie
Caroline Avon est née en 1965, passionnée de journalisme et d'équitation. Après un stage comme présentatrice de la météo chez TMC. Elle anime ensuite à animer quelques émissions sur La Cinq et est vite remarquée par M6 en 1992, où Caroline participera à plusieurs émissions, dont notamment M6 Kid, Grandeur Nature dans Le mardi c'est permis, mais aussi E=M6 junior.
Peu de temps après, Caroline quittera M6 pour rejoindre France 2, où elle a collaboré à l'émission "Sciences on tourne" durant laquelle on la retrouve au bord du volcan de l'Erta Alé en Éthiopie, à la découverte de l'Île de Pâques, en plongée sur les îles du Vanuatu, ou d'Hawaï.
En 2003, elle présente deux vidéogrammes réalisés par l’Éducation Nationale en vue de l'obtention de l'Attestation scolaire de sécurité routière (de premier et de deuxième niveau).
En 2004, elle est candidate de la saison 2 du jeu télévisé Fear Factor diffusé sur TF1. Elle a ensuite intégré la chaine hippique Equidia où elle travaillera pendant plus d'une décennie, présentant divers magazines et réalisant des documentaires. On a pu la voir dans une nouvelle émission intitulée "Des brides et vous", où elle mène l'interview d'un jockey ou d'une personnalité qui s'intéresse au monde du cheval.
En 2007, elle fait un passage rapide sur France 2, où elle co-anime le magazine Science.

### Activités sportives
En 1980, Caroline Avon est championne de France de planche à voile. En 2000, elle bat le record de saut en parachute en tandem en sautant d'une altitude de 10 500 m, saut diffusé lors d'un prime de E=M6 junior.
En équitation, elle a un niveau Galop 7. En 2010, elle a participé au Prix de Diane ainsi qu'au Prix de la reine Marie-Amélie.

## Œuvres audiovisuelles présentées
- 2000 : Voies et caténaires TGV, réalisé par Jacques Pagniez, SNCF
- 2002 : La signalisation à grande vitesse, réalisé par Jacques Pagniez, SNCF Direction de la communication [éd., distrib.]
- 2002 : Coup de mistral en Provence, de Philippe Noël, SNCF Centre audiovisuel [prod., distrib.]
- 2002 : Les colères de la terre, de Nicolas Goldzahl, Institut de recherche pour le développement [éd., distrib., prod.]
- 2003 : Centre national des opérations, de Philippe Noël, Édition : Centre audiovisuel SNCF [prod., distrib.]
- 2010 : Le défi du temps, de Marc Desenne, Édition : Médiathèque SNCF [distrib.]